# Vogra

Vogra-Logo

Vogra bezeichnet den Verband für Orgeldienst und Kirchengesang in Graubünden. Er ist ein offizielles Organ der Evangelisch-reformierten Landeskirche Graubünden und zugleich Standesorganisation aller im reformierten kirchenmusikalischen Bereich Beschäftigten im Kanton Graubünden.
Der Verband wurde 1933 gegründet.
Seit Anfang 2010 bietet Vogra zusammen mit der römisch-katholischen Schwesterorganisation BVKOK (Bündner Verband katholischer Organisten und Dirigenten) eine zweijährige Ausbildung sowohl zum Organisten als auch zum Chorleiter an, welche zu einem Fähigkeitszeugnis führt.